# Gadoni
Gadoni (sardisk: Adòni) er en by og en kommune (comune) i provinsen Nuoro i regionen Sardinien i Italien. Byen ligger i 696 meters højde og har 795 indbyggere (2016). Kommunen har et areal på 43,44 km² og grænser til kommunerne Aritzo, Laconi, Seulo og Villanova Tulo.